# Nous les Irakiens
Nous les irakiens (Noi gli iracheni) è un film documentario del 2004, diretto da Abbas Fahdel.

## Contenuti
La vita quotidiana a Baghdad  prima, durante e dopo la guerra in Iraq di 2003.